# Idea státu rakouského
Idea státu rakouského je dílo Františka Palackého, ve kterém českému národu vyložil svou představu budoucího uspořádání rakouského císařství. Jedná se o sérii osmi článků, které vyšly tiskem v roce 1865 v deníku Národ. V roce 1907 je souborně (spolu s Psaním Františka Palackého do Frankfurtu) vydalo Ottovo nakladatelství v redakci Jaroslava Kvapila. Palacký v díle navrhuje přetvoření Rakouska na federaci více autonomních celků, a to jako protipól dualizace státu.